# Когыльничены
Когыльничены, Когылничень (рум. Cogîlniceni) — село в Резинском районе Молдавии. Относится к сёлам, не образующим коммуну.

## Этимология
Название происходит от протекающей рядом речки Когыльник (не путать с одноимённой рекой на юге Молдовы и в Одесской области).

## География
Село расположено на высоте 160 метров над уровнем моря.

## Население
По данным переписи населения 2004 года, в селе Когылничень проживает 611 человек (317 мужчин, 294 женщины).
Этнический состав села:
| Национальность | Число жителей | Процентный состав |
| -------------- | ------------- | ----------------- |
| молдаване      | 605           | 99,02             |
| украинцы       | 4             | 0,65              |
| русские        | 1             | 0,16              |
| румыны         | 1             | 0,16              |
| Всего          | 611           | 100 %             |